# Monochasma
Monochasma es un género de plantas fanerógamas perteneciente a la familia Orobanchaceae, anteriormente clasificado en Scrophulariaceae.  Comprende 4 especies descritas y de estas, solo 2 aceptadas.

## Taxonomía
El género fue descrito por Maxim. ex Franch. & Sav. y publicado en Enumeratio Plantarum in Japonia Sponte Crescentium ... 2: 458. 1878.   La especie tipo es: Monochasma sheareri

## Especies aceptadas
A continuación se brinda un listado de las especies del género Monochasma  aceptadas hasta mayo de 2014, ordenadas alfabéticamente. Para cada una se indica el nombre binomial seguido del autor, abreviado según las convenciones y usos:  
- Monochasma savateri Franch. ex Maxim.
- Monochasma sheareri